# Hotel Detmolder Hof
Das Hotel Detmolder Hof ist ein unter Denkmalschutz stehendes Hotel in Detmold. Zum Baudenkmal gehören das Hotelgebäude und ein rückwärtiger Hofflügelbau.

## Geschichte und Beschreibung
Das traufständige, verputzte Bruchsteinhaus mit Werksteingliederung wurde 1560 errichtet. Um 1570–1580 wurde zur Exterstraße (Norden) ein Giebel hinzugefügt. Die Giebelschräge ist besetzt mit Steinkugeln, die Spitze sowie die beiden unteren Endpunkte sind mit Steinmuscheln verziert.
Nach mehreren Umbauten erfolgten 1887 und 1913/1914 weitgehende Umgestaltungen, dabei wurde die Traufseite zur Langen Straße (Westen) um ein Geschoss in Fachwerkbauweise erhöht. Der nordwestliche Erker wurde dabei mit einem Spitzturm abgeschlossen, der benachbarte erhielt eine der Renaissance nachempfundene Gestaltung.
Der Fachwerk-Hofflügelbau wurde 1780/1781 an die Ostseite angefügt und diente als Wirtschaftsgebäude. Im Erdgeschoss wurde 1906 eine Hotelküche eingebaut, im Ober- und Dachgeschoss wurden nach 1945 Wohnungen eingerichtet.
Seit 1985 steht das Gebäude unter Denkmalschutz.